# Gelae (tribu scythe)
Pour le genre d'insectes, voir Gelae.

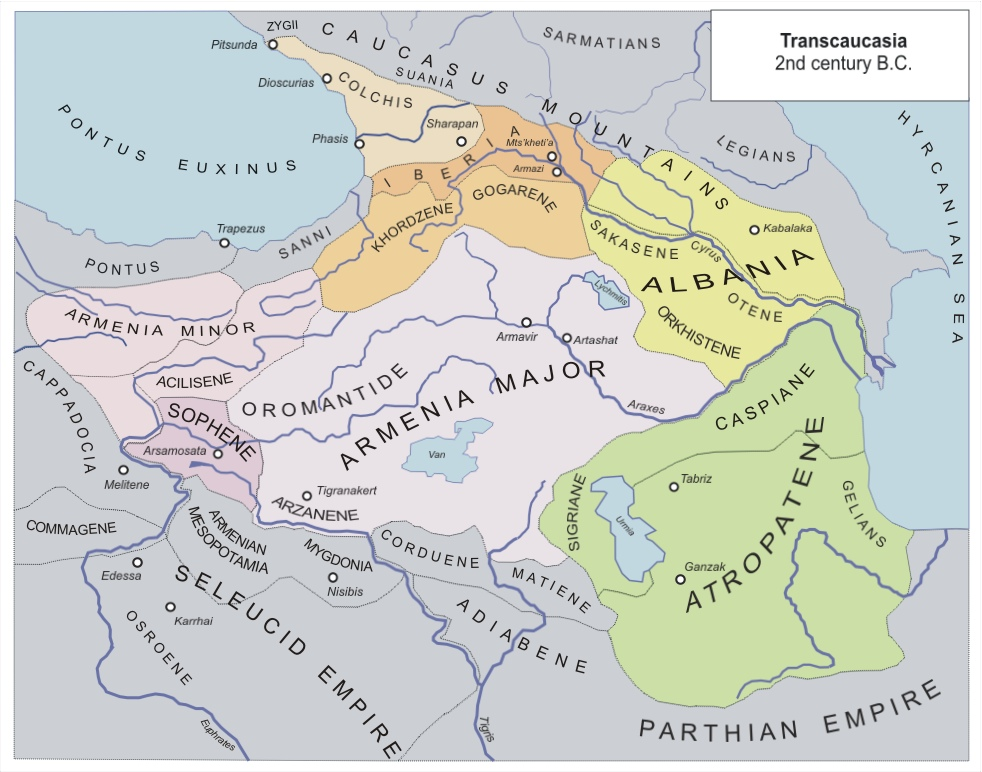
Transcaucasie au, montrant les Géliens dans la partie orientale d'Atropatene.

Les Gelae sont une tribu scythe mentionnée par Strabon et d'autres écrivains anciens comme vivant sur les rives sud de la mer Caspienne, dans ce qui est aujourd'hui la province iranienne de Gilan. Le nom de la province pourrait éventuellement être dérivé des Gelae.

## Sources classiques
Selon Strabon, les tribus du sud de la Caspienne comprenaient les Gelae, les Cadusii, les Mardes, les Witii et les Anariacae. Si, comme cela semble probable, cette description représente avec précision leur distribution d'ouest en est, alors les Gelae auraient vécu directement à l'est de la rivière Araxes, le long de la frontière de l'Arménie. Leur territoire est supposé avoir été relativement improductif, de peu de valeur agricole ou minérale. Pline considère que les Gelae et les Cadusii sont synonymes, Cadusii étant le nom de la tribu en grec et Gelae étant son équivalent oriental.